# سی توماس هوول
سی توماس هوول (انگلیسی: C. Thomas Howell؛ زادهٔ ۷ دسامبر ۱۹۶۶) یک هنرپیشه، و کارگردان اهل ایالات متحده آمریکا است. وی از سال ۱۹۷۷ میلادی تاکنون مشغول فعالیت بوده‌است.
از فیلم‌ها یا برنامه‌های تلویزیونی که وی در آن نقش داشته‌است می‌توان به ای. تی. موجود فرازمینی، مرد عنکبوتی شگفت‌انگیز، بیگانگان، سپیده‌دم سرخ، گرندویو، شاهزاده و سرپرست، آن شب، هیدالگو، بازگشت سه تفنگدار، قانون‌شکنی، ستایشگر پنهانی، داستان ببر و سمی اشاره کرد.